# Podział administracyjny Monako

Współczesny podział na osiedla Monako

W skład niewielkiego państwa wchodzi jedna gmina Monako (fr. commune de Monaco) podzielona od 2013 r. na 7 osiedli (fr. quartiers), podlegających standardowej organizacji przestrzennej zgodnej z zarządzeniem nr 3647 z 1966 r. i 2 sektory wydzielone (fr. secteurs réservés), których zabytkowy charakter podlega ochronie. Dodatkowej ochronie podlegają również tereny zielone księstwa na obszarze osiedli. Gmina Monako, mimo jednokładności z obszarem Księstwa Monako nie jest z nim tożsama i stąd rada gminy posiada inne kompetencje niż parlament Monako (fr. conseil national).

## Historia podziału administracyjnego Monako

Tradycyjne dzielnice Monako

Samorząd gminy Monako zaczął się rodzić już w XIII stuleciu. Do połowy XIX wieku księstwo składało się z trzech gmin miejskich obejmując 24 km² powierzchni. Po utracie Roquebrune i Menton (de facto w wyniku wiosny ludów w 1848 r., de jure w wyniku traktatu francusko-monakijskiego z 1861 r.) do 1911 r. księstwo składało się z jednej gminy Monako o powierzchni 1,5 km².
Konstytucja kraju z 1911 r. wprowadziła podział na trzy gminy (Monako Miasto, La Condamine i Monte Carlo), oraz zreformowała sposób ich działania. Każda miała mera mianowanego przez księcia oraz dziewięciu radnych. W 1918 r. gminy scalono, a liczbę radnych ustalono na 15. Wprowadzono też podział Monako na trzy osiedla (fr. quartiers), nie posiadające charakteru administracyjnego ani samorządowego. W 1971 r. z terenów pozyskanych od morza powstało Fontvieille; te cztery obszary funkcjonują do dziś jako „dzielnice tradycyjne”.
W kolejnych latach wydzielono sześć kolejnych osiedli. W 2013 r. przeprowadzono reformę podziału gminy, redukując liczbę jednostek pomocniczych do dziewięciu; liczbę radnych gminy utrzymano na poziomie 15.

## Aktualne osiedla i sektory Monako
Poniższa lista przedstawia podział gminy Monako na osiedla wprowadzony 13 września 2013 r. Dodatkowo w budowie jest kolejne osiedle pozyskiwane z terytorium morskiego, Le Portier o obszarze około 6 ha, które ma być ukończone do 2024 r. i znajdować się na wschód od Monte Carlo.
|  | Osiedle lub sektor     | Status            | Dzielnica tradycyjna | Obszar   | Opis | Ilustracja |
|  | Monaco-Ville           | sektor wydzielony | Monako Miasto        | 19,65 ha | Stare miasto Monako położone na Skale Monakijskiej wraz z pałacem książęcym i Muzeum Oceanograficznym.                                                                                |            |
|  | La Condamine           | osiedle           | La Condamine         | 29,58 ha | Obejmuje osiedle wokół Portu Herkulesa. |            |
|  | Jardin exotique        | osiedle           | La Condamine         | 23,49 ha | Osiedle na zboczu góry Tête de Chien, najwyżej położone w państwie. Znajduje się tu m.in. Ogród Egzotyczny Monako i Szpital Księżnej Grace.                                           |            |
|  | Fontvieille            | osiedle           | Fontvieille          | 32,95 ha | Osiedle wybudowane na terenie pozyskanym od morza w latach 1965-71; tu mieści się Stadion Ludwika II.                                                                                 |            |
|  | Moneghetti             | osiedle           | La Condamine         | 11,52 ha | Osiedle o charakterze mieszkalnym położone na wzgórzu nad La Condamine. |            |
|  | Ravin de Sainte-Dévote | sektor wydzielony | La Condamine         | 2,35 ha  | Jar oddzielający La Condamine od Monte Carlo w którym znajduje się kościół pw. św. Dewoty, patronki księstwa oraz ostatni fragment naturalnej zieleni w państwie.                     |            |
|  | Monte Carlo            | osiedle           | Monte Carlo          | 43,68 ha | Najsłynniejsze osiedle państwa-miasta, gdzie znajduje się m.in. kasyno i opera. |            |
|  | Larvotto               | osiedle           | Monte Carlo          | 21,79 ha | Północno-wschodnie osiedle Monako, którego znaczna część znajduje się na lądzie pozyskanym od morza. Tu mieści się m.in. Grimaldi Forum, Sporting Club de Monaco, czy Ogród Japoński. |            |
|  | La Rousse              | osiedle           | Monte Carlo          | 17,69 ha | Najbardziej na północ wysunięte osiedle Monako. |            |